# Cade York
Cade F. York (Mckinney, Texas, 27 de enero de 2001) más conocido como Cade York, es un jugador profesional estadounidense de fútbol americano, se desempeña en la posición de placekicker en Cincinnati Bengals, en la National Football League (NFL).

## Carrera
Fue seleccionado en la cuarta ronda en la Reunión Anual de Selección de Jugadores de la NFL de 2022. Hizo su debut profesional con el equipo New York Giants, donde lleva jugando dos temporadas.